# Paula Marosi
Pour les articles homonymes, voir Marosi.
Paula Marosi, née le 3 novembre 1936 à Budapest et morte le 4 mars 2022 dans la même ville, est une escrimeuse hongroise.

## Carrière
Elle dispute les Jeux olympiques d'été de 1964 et de 1968, remportant successivement la médaille d'or et la médaille d'argent en fleuret par équipes. Elle obtient également la médaille d'or en fleuret par équipes aux  Championnats du monde d'escrime 1962 et la médaille d'argent dans la même discipline aux  Championnats du monde d'escrime 1966.

## Famille
Elle est la sœur de l'escrimeur József Marosi et l'ex-femme de l'athlète Ödön Földessy.

## Palmarès
- Jeux olympiques d'été
  -  Médaille d'or par équipes aux Jeux olympiques d'été de 1964 à Tokyo
  -  Médaille d'argent par équipes aux Jeux olympiques d'été de 1968 à Mexico
- Championnats du monde
  -  Médaille d'or par équipes aux championnats du monde 1962 à Buenos Aires
  -  Médaille d'argent par équipes aux championnats du monde 1966 à Moscou